# Echinopla fisheri
Echinopla fisheri (лат.) — вид муравьёв рода Echinopla из подсемейства формицины (Formicinae, Camponotini). Встречаются в Юго-Восточной Азии (восточная Малайзия, Сабах).

## Описание
Среднего размера муравьи чёрного цвета (средние и задние тазики и все бёдра красноватые). Длина рабочих 6,3 мм. Длина головы рабочих 1,57 мм. Длина скапуса усика 1,53 мм. Отличается длинным тёмным опушением тела, широкой головой, глубоким метанотальным швом, полипоровой структурой поверхности тела, сходной с порами кораллов. Голова субтрапециевидная, брюшко округлой формы. Покровы плотные, с мелкой пунктировкой. Заднегрудка округлая без проподеальных зубцов, однако петиоль несёт сверху несколько шипиков. Усики у самок и рабочих 12-члениковые (у самцов усики состоят из 13 сегментов). Жвалы рабочих с 5 зубцами. Нижнечелюстные щупики 6-члениковые, нижнегубные щупики состоят из 4 сегментов. Голени средних и задних ног с одной апикальной шпорой. Стебелёк между грудкой и брюшком состоит из одного сегмента (петиоль). Вид был впервые описан в 2015 году австрийскими мирмекологами Herbert Zettel и Alice Laciny (Zoological Department, Natural History Museum, Вена, Австрия) и назван в честь американского мирмеколога Брайана Фишера (Brian L. Fisher, California Academy of Sciences, США), собравшего типовую серию.